# میکولوویتسه (ناحیه زنویمو)
میکولوویتسه (به چکی: Mikulovice) یک منطقهٔ مسکونی در جمهوری چک است که در ناحیه زنویمو واقع شده‌است. میکولوویتسه ۱۳٫۷۸ کیلومتر مربع مساحت و ۶۲۲ نفر جمعیت دارد و ۳۲۲ متر بالاتر از سطح دریا واقع شده‌است.